# Gürgen Öz
Gürgen Öz (Zonguldak, 10 maggio 1978) è un attore turco, noto per aver interpretato il ruolo di Levent Yazman nella serie Mr. Wrong - Lezioni d'amore (Bay Yanlış).

## Biografia
Gürgen Öz è nato il 10 maggio 1978 a Zonguldak (Turchia), fin da piccolo ha coltivato la passione per la recitazione.

## Carriera
Gürgen Öz dopo aver terminato gli studi di scuola media e superiore al TED Zonguldak College, si è trasferito a Istanbul per continuare i suoi studi. Dopo aver studiato storia dell'arte presso l'Università di Istanbul per un anno, si è iscritto al Conservatorio statale dell'Università Mimar Sinan per studiare teatro. Da studente scrisse un'opera teatrale intitolata Alman Satrancı.
Dopo aver terminato gli studi, è andato in scena in vari festival teatrali nazionali e internazionali. Successivamente ha lavorato per il teatro municipale di Bakırköy e per i teatri statali. Al Bakırköy Municipality Theatre, ha avuto un ruolo da protagonista in un adattamento dell'opera teatrale Teneke di Yaşar Kemal.
Tra il 2005 e il 2007, ha presentato lo spettacolo a tarda notte Televizyon Makinası, il primo spettacolo di improvvisazione trasmesso dalla televisione turca.  Nel 2008, ha prodotto un breve documentario intitolato Neden Böyle e i suoi racconti sono stati descritti in vari libri concettuali. Nel 2013 ha pubblicato il suo primo opuscolo, intitolato Nevrotik. Nel 2020 ha interpretato il ruolo di Levent Yazman nella serie Mr. Wrong - Lezioni d'amore (Bay Yanlış).

## Filmografia

### Cinema
- Il pagliaccio (Hokkabaz), regia di Cem Yılmaz & Ali Taner Baltacı (2006)
- Çinliler Geliyor, regia di Zeki Ökten (2006)
- Kilit, regia di Mehmet Ulukan (2006)
- Plajda, regia di Murat Şeker (2008)
- Commedia romantica (Romantik Komedi), regia di Erol Özlevi (2010)
- Görünmeyen, regia di Ali Özgentürk (2011)
- Commedia romantica 2: Addio al celibato (Romantik Komedi 2), regia di Erol Özlevi (2013)
- Zaman Makinesi 1973, regia di Aram Gülyüz (2014)
- Müthiş Bir Film, regia di Emir Khalilzadeh (2016)
- Hareket Sekiz, regia di Ali Yorgancıoğlu (2019)
- Afacanlar: İş Başa Düştü (2019)
- Hayalet: 3 Yaşam, regia di Omer Inal (2020)
- Aşk'ı Çağırırsan Gelir, regia di Emre Kavuk (2020)
- Sadece Bir Gece, regia di Sinan Biçici (2021)
- Her Şey Dahil (2021)
- Zoraki Misafir, regia di Bülent Isbilen (2022)
- Afacanlar: Is Basa Düstü, regia di Enes Ates (2022)
- Sadece Bir Gece, regia di Sinan Biçici (2022)
- Ask Çagirirsan Gelir, regia di Iliski Doktoru (2022)
- Hayalet: 3 Yasam, regia di Mustafa Ugur Yagcioglu (2022)
- Her Sey Dahil, regia di Hakan Eser (2022)
- Nuh Boguldu, regia di Onur Saylak (2022)
- La stretta del passato (Boğa Boğa), regia di Onur Saylak (2023)

### Televisione
- Sir kapisi – serie TV (1996)
- Askim askim – serie TV (2001)
- Melek – serie TV (2002) – Kemal
- Aska Sürgün – miniserie TV (2005) – Aykut
- Ask oyunu – serie TV (2005) – Serkan
- Avrupa Yakasi – serie TV (2005-2008) – Cesur
- Havva durumu – film TV (2007) – Sarp
- Istanbul'un Altinlari – serie TV (2011) – Tankut Açik
- N'olur Ayrilalim – serie TV (2016) – Turgay Atalay
- Mr. Wrong - Lezioni d'amore (Bay Yanlış) – serie TV, 14 episodi (2020) – Levent Yazman
- Menajerimi Ara – serie TV (2021)

## Teatro
- Teneke: Yaşar Kemal - Bakırköy Belediye Tiyatroları
- Kadınlar da Savaşı Yitirdi: Curzio Malaparte - Bakırköy Belediye Tiyatroları
- Terk: Onur Bayraktar - Stüdyo Drama
- Suret: Onur Bayraktar - Stüdyo Drama

## Doppiatori italiani
Nelle versioni in italiano dei suoi film e delle sue serie TV, Gürgen Öz è stato doppiato da:
- Alberto Bognanni[14] in Mr. Wrong - Lezioni d'amore[15]
- Luca Graziani in La stretta del passato[16]